# Gimbichu
Gimbichu är ett distrikt i Etiopien.   Det ligger i regionen Oromia, i den centrala delen av landet, 50 km öster om huvudstaden Addis Abeba.